# Zsigmond Kemény

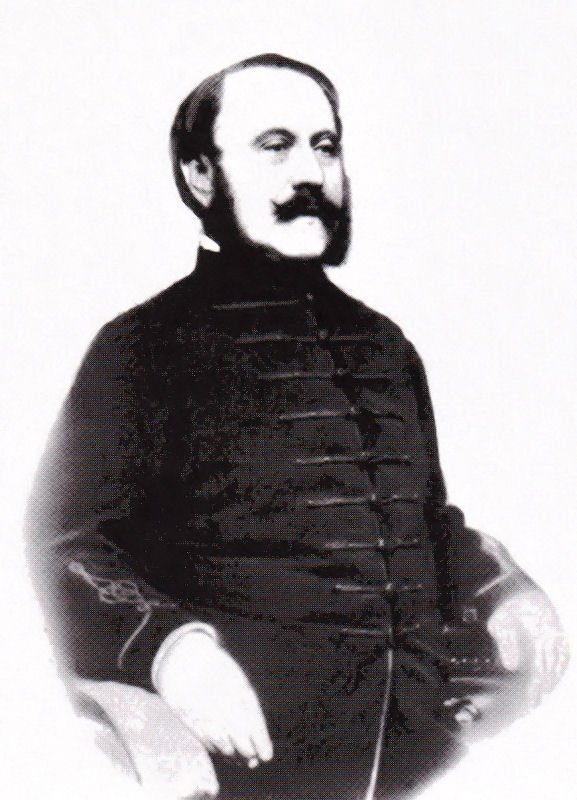
Zsigmond Kemény. Fotografía tomada en 1865 por (Ellinger Ede).

 Zsigmond Kemény, barón de Magyargyerőmonostor (Alvinc, 12 de junio de 1814-Pusztakamarás, 22 de diciembre de 1875), fue un escritor, publicista y político húngaro.
La mayor figura de la novela romántica húngara junto a Mór Jókai.

## Biografía
Nació en Alvinc.
Su padre era Sámuel Kemény (1758-1823), su madre Rozália Csóka (1780-1855).
Entre 1820 y 1823 acudió a la escuela elemental en Zalatna.
Entre 1823 y 1834 estudió derecho en el colegio de Nagyenyed.
Entre 1834 y 1835 participó en la Asamblea Nacional, donde trabó amistad con Miklós Wesselényi.
Vivió con su madre en Kapud entre 1835 y 1837.
En el juzgado real de Marosvásárhely finalizó sus estudios de derecho.
En 1837 publicó sus primeros artículos en Nemzeti Társalkodó.
Entre 1838 y 1839 fue en Kolozsvár escribiente de la sede del gobierno general.
Asistió a clases de Ciencias Naturales de la Universidad de Viena.
En 1840 se trasladó a Kolozsvár donde se convirtió en uno de los redactores de Erdélyi Híradó entre 1841 y 1843.
En su panfleto Korteskedés és ellenszerei escrito en 1843 ilumina la arbitrariedad de las provincias.
Partidario inicialmente de István Széchenyi en 1846 se puso de parte de József Eötvös y los centralistas.
En 1847 se mudó a Pest y se hizo colaborador de Pesti Hírlap.
Fue diputado durante la Revolución Húngara de 1848, posteriormente consejero del Ministerio del Interior.
Siguió al gobierno a Debrecen y a Lajos Kossuth a Pest y a Arad.
Tras la rendición de armas de Világos se ocultó por un tiempo, finalmente las autoridades austriacas lo deportaron a Pest.
Escribió entonces sus panfletos más famosos: Forradalom után (1850, tras la revolución) y Még egy szó a forradalom után (1851, Una palabra más tras la revolución).
En su escrito E 2 se puso de manifiesto su posición antirrevolucionaria.
Quería convencer a la nación a adaptarse a la nueva situación y al abandono de las aspiraciones previas y a las autoridades austriacas de que en Hungría no había espacio para la revolución ni el radicalismo, el "espíritu nacional" húngaro excluye su posibilidad y por ello no tenía sentido el absolutismo.
Sin embargo únicamente se ganó la desconfianza de ambas parte, no consiguiendo convencer con su razonamiento a ninguna de ellas. 
Tras este revés fundó con Antal Csengery, Gábor Kazinczy y más tarde Deák Ferenc las formas de resistencia pasiva, organizaron la vida literaria y elevaron su diario Pesti Napló como una de las guías de la nación, diario de cuya redacción se hizo cargo a partir de 1855. 
En 1859 hacia la debilitación del absolutismo, él estuvo entre los primeros que sostuvo que había que alinearse en torno a 1948, pero mientras, en primer lugar mantenía la vista en los valores de la capa dirigente noble.
Durante los siguientes años preparó junto con sus amigos el compromiso.
Tras el compromiso apenas si tuvo papel político. 
La redacción, las exageradas sesiones de escritura nocturnas, su desordenada situación económica y las agitaciones políticas acabaron con sus nervios.
Todavía presidió la Compañía Kisfaludy aunque desde 1866 sólo formalmente.
Su enfermedad se recrudeció, su mente se ofuscó.
Regresó a Transilvania, a la hacienda de su hermano menor en Pusztakamarás donde falleció.
En recuerdo suyo Lajos Tolnai creó en 1878 una compañía literaria en Marosvásárhely.
Escribió sus obras más significativas en los años 1950.
Primero preponderan las novelas sociales y narraciones, más tarde las históricas.
En sus novelas suele relegar a un sombrío segundo plano las historias trágicas.
Sus héroes no son personas vulgares.
Pagan un precio desproporcionado por sus tropiezos.

## Obras
- Izabella királyné és a remete, 1837-1838 (fragmento)
- Korteskedés és ellenszerei, 1843
- Gyulai Pál, 1847
- Forradalom után, 1950
- A szív örvényei, 1851
- Még egy szó a forradalom után, 1851
- Férj és nő, 1852
- Két boldog 1852
- Szellemi tér 1853
- Ködképek a kedély láthatárán, 1853
- Eszmék a regény és dráma körül 1853
- Alhikmet, a vén törpe 1853
- Szerelem és hiúság, 1854
- Szív örvényei, 1854
- Özvegy és leánya, 1855
- Rajongók, 1858
- Zord idő, 1862
- Élet és irodalom (1883)

- Datos: Q427079
- Multimedia: Zsigmond Kemény / Q427079